# Rosa × centifolia
Rosa × centifolia L. è una pianta appartenente alla famiglia delle Rosaceae.
È un ibrido artificiale tra le specie R. canina, R. gallica e R. moschata'. 

## Descrizione
L'arbusto ha moltissime spine sottili, le foglie sono ispide e verdi, mentre i fiori hanno i petali di colore rosa brillante, i sepali con una superficie ispida e particolarmente odorosa.
Ebbe particolare fortuna in Inghilterra durante l'età vittoriana.

## Galleria d'immagini

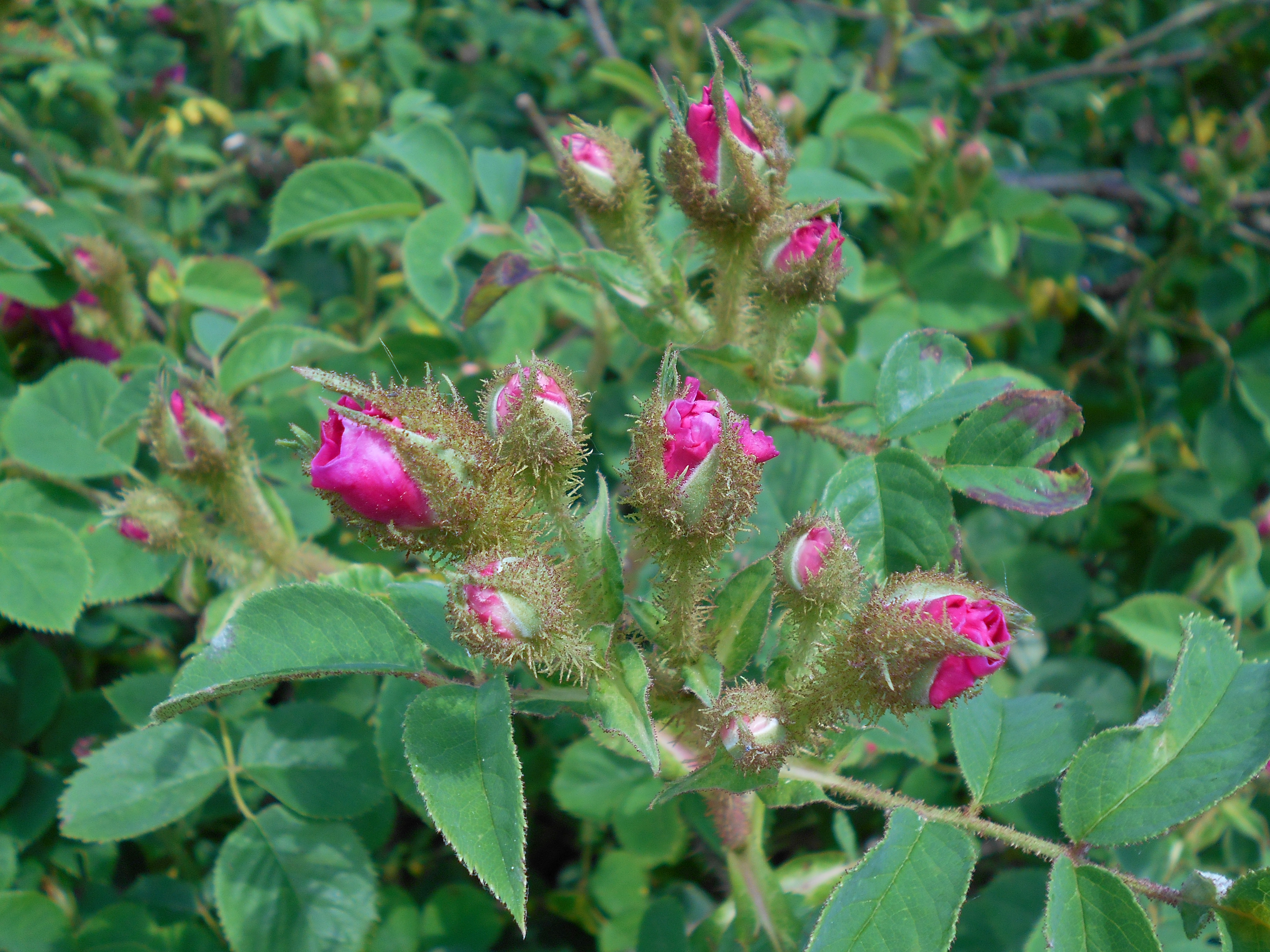
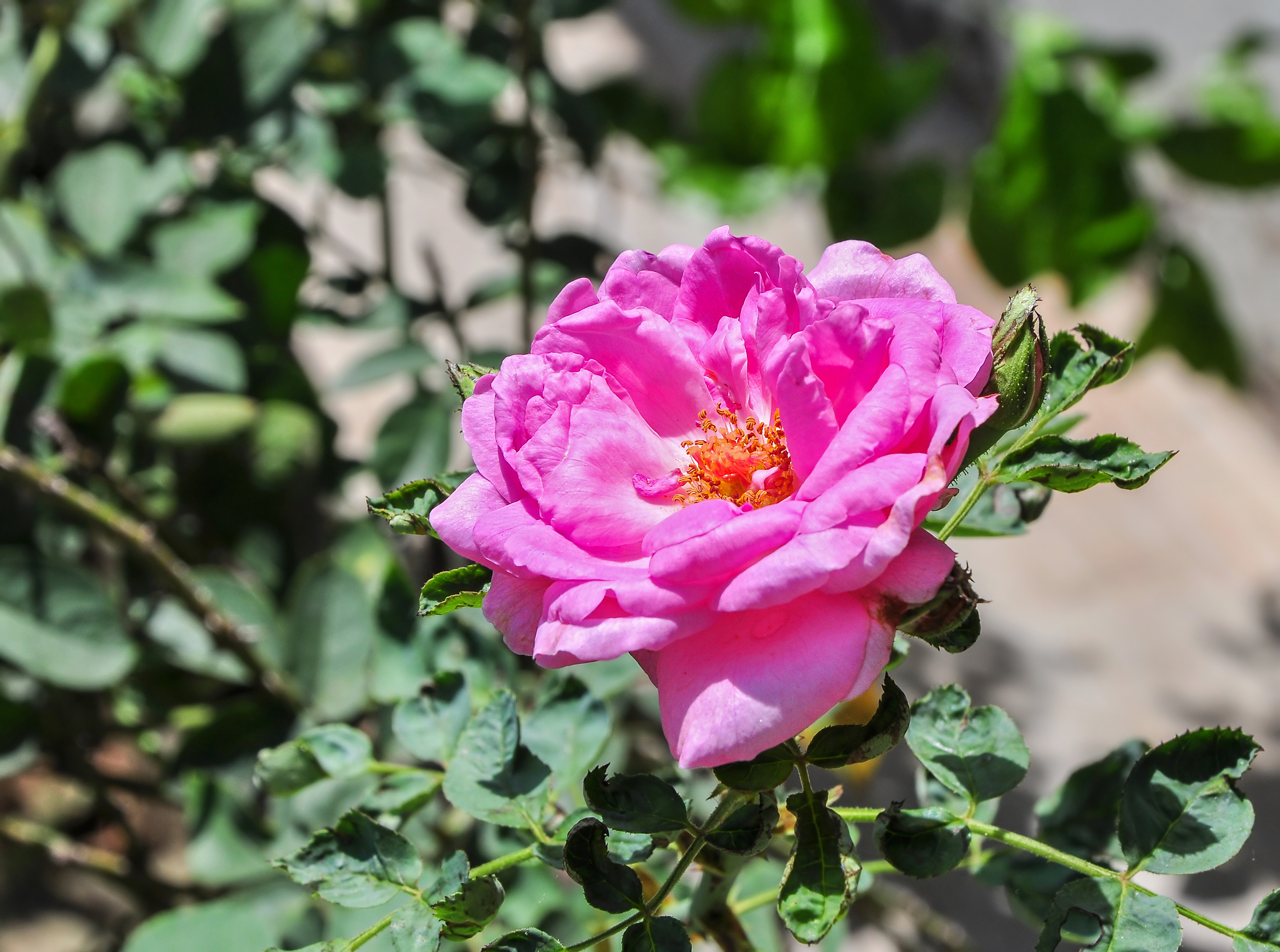
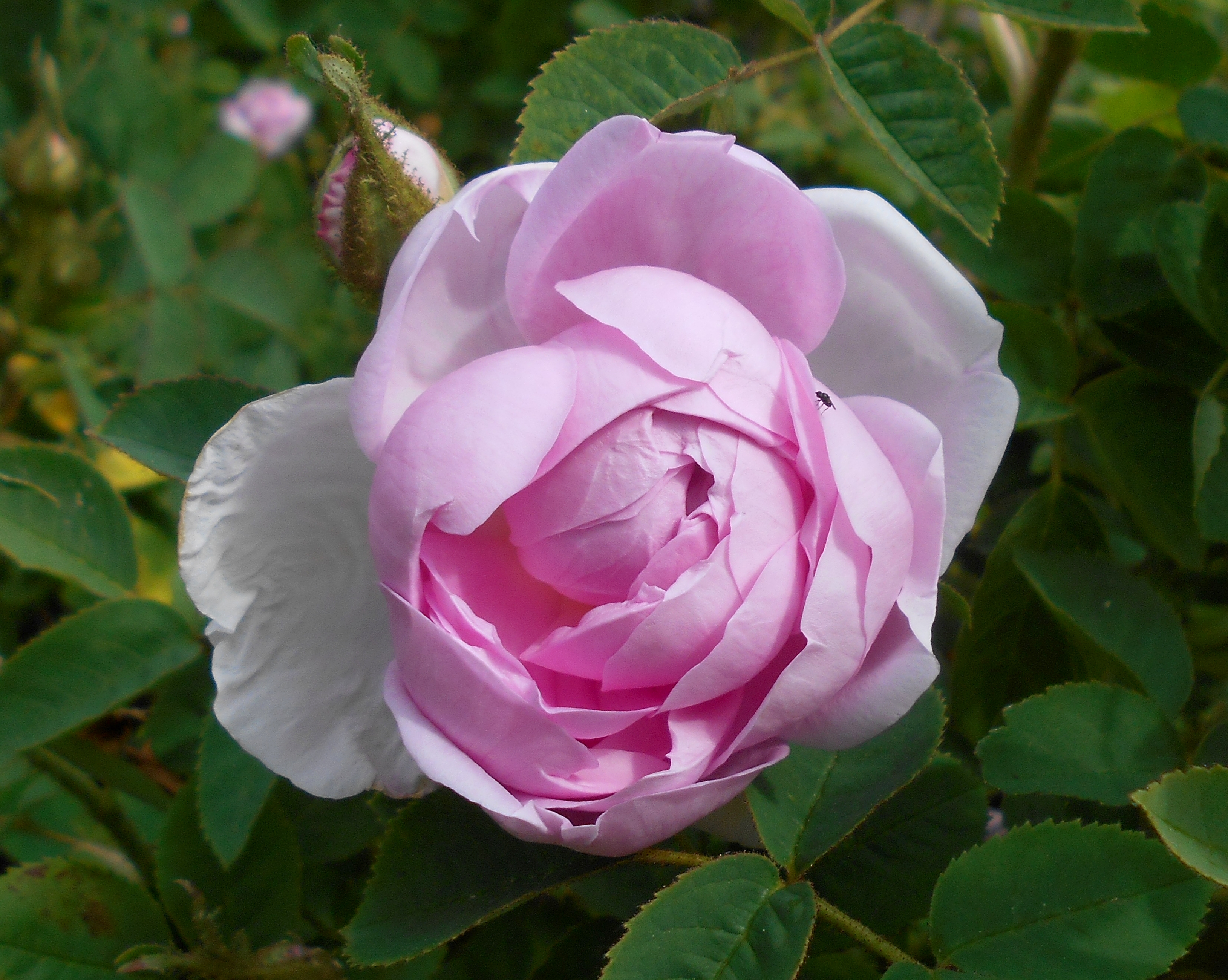
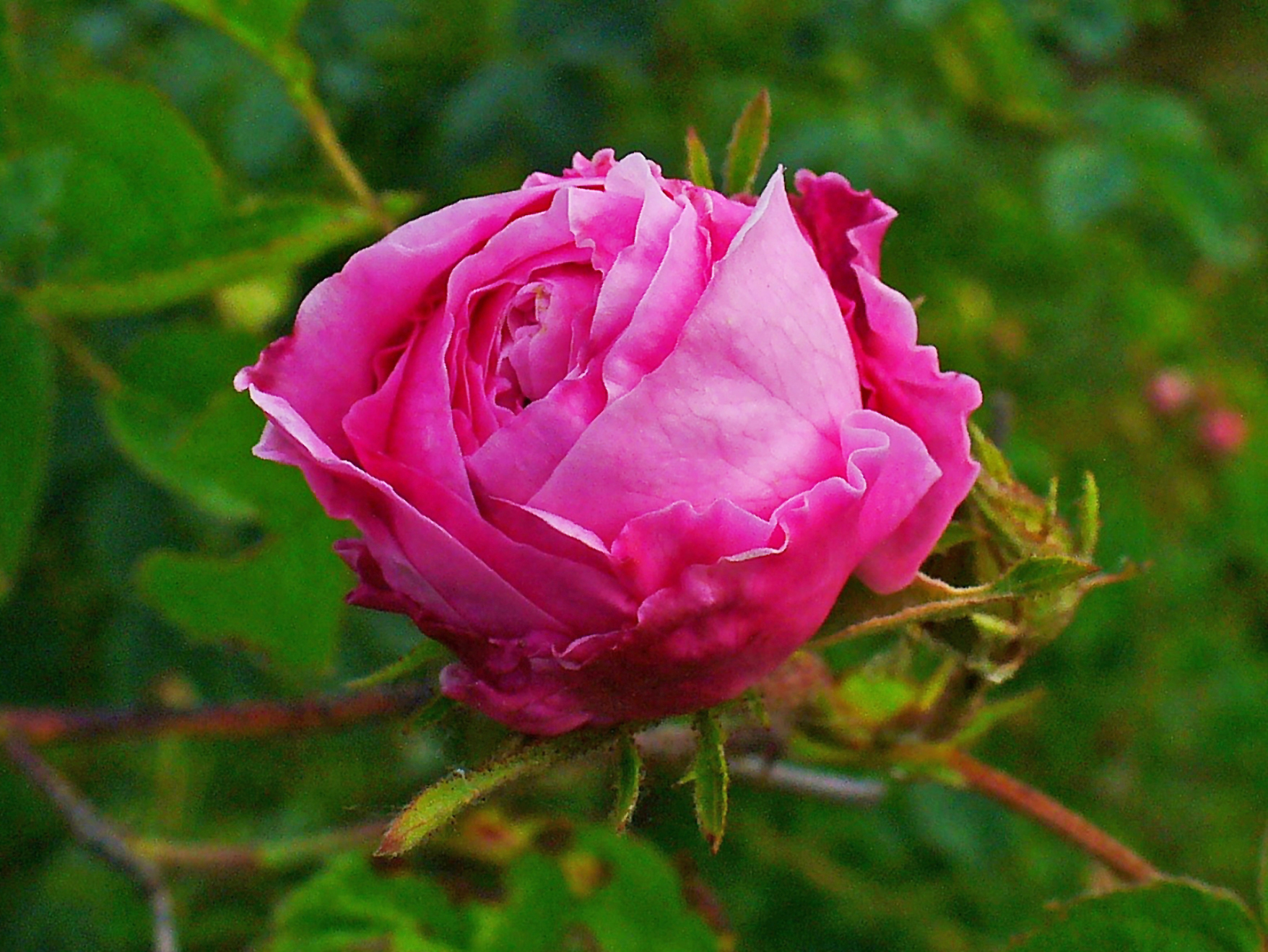
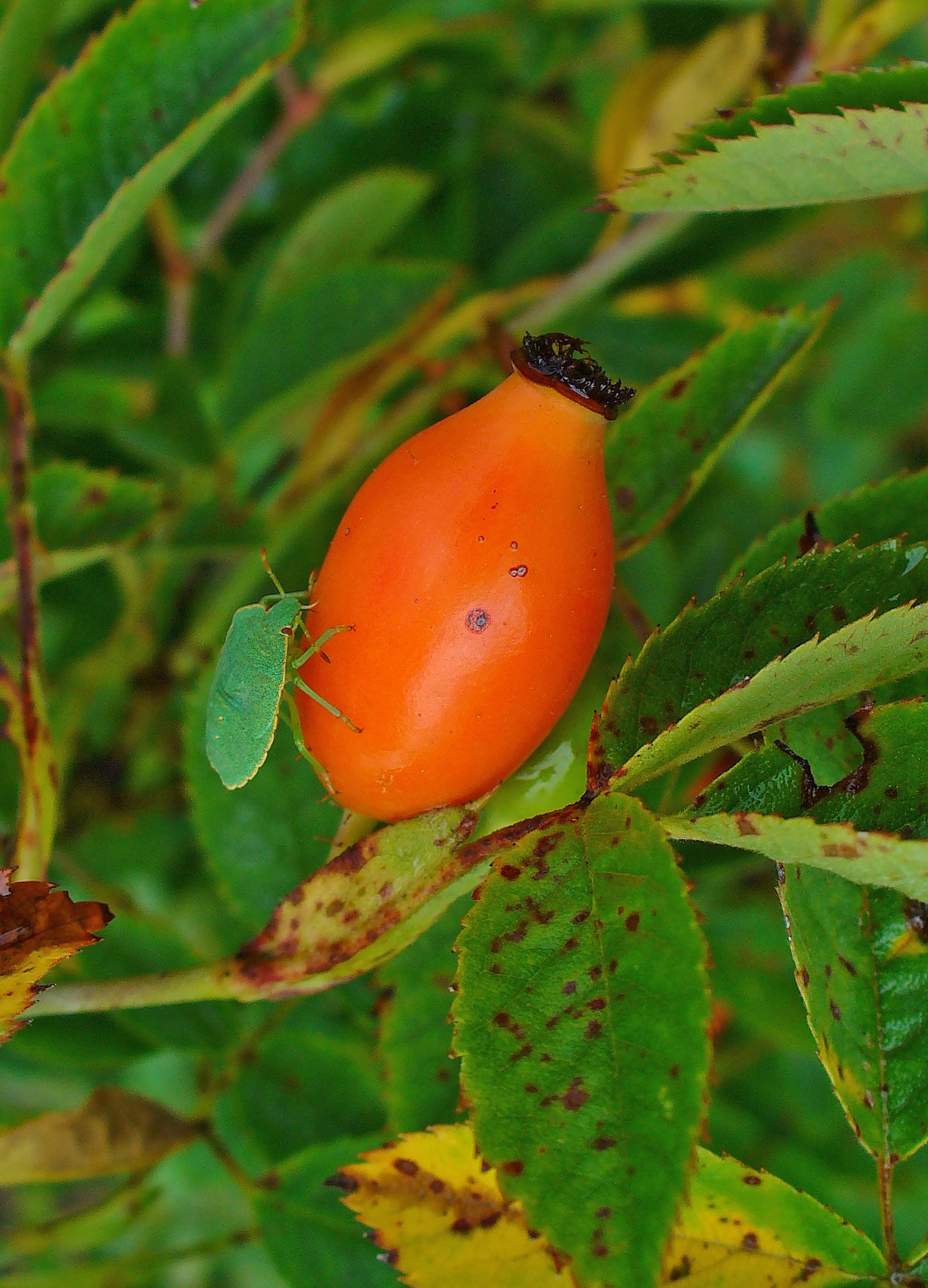